# Bisulcocythere novaezealandiae
Bisulcocythere novaezealandiae is een mosselkreeftjessoort uit de familie van de Leptocytheridae. De wetenschappelijke naam van de soort is voor het eerst geldig gepubliceerd in 1991 door Ayress & Swanson.